# Garrulaxe masqué
Pterorhinus perspicillatus
Espèce
Statut de conservation UICN

 LC  : Préoccupation mineure
Le Garrulaxe masqué (Pterorhinus perspicillatus) est une espèce passereaux de la famille des Leiothrichidae.

## Morphologie

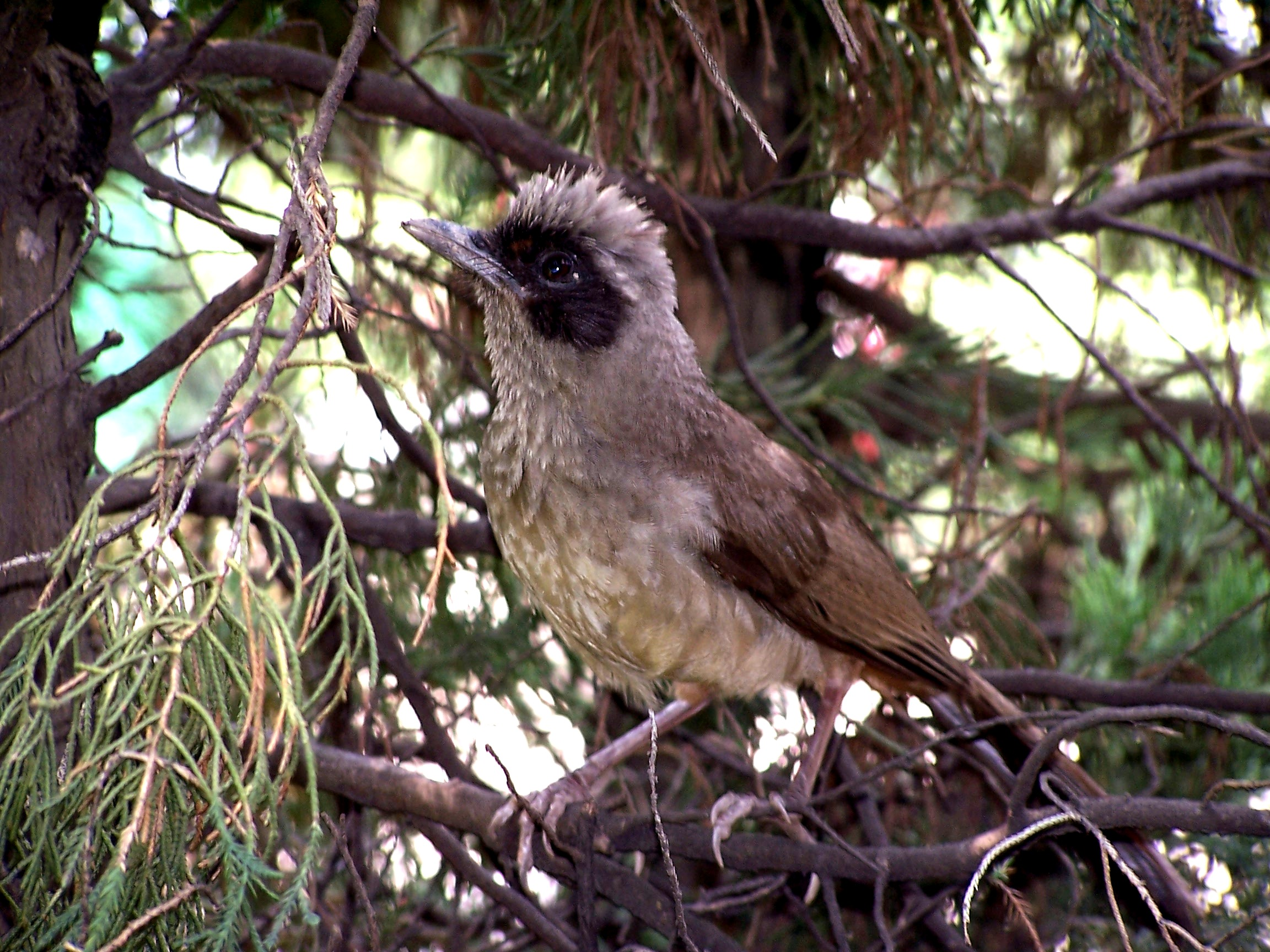
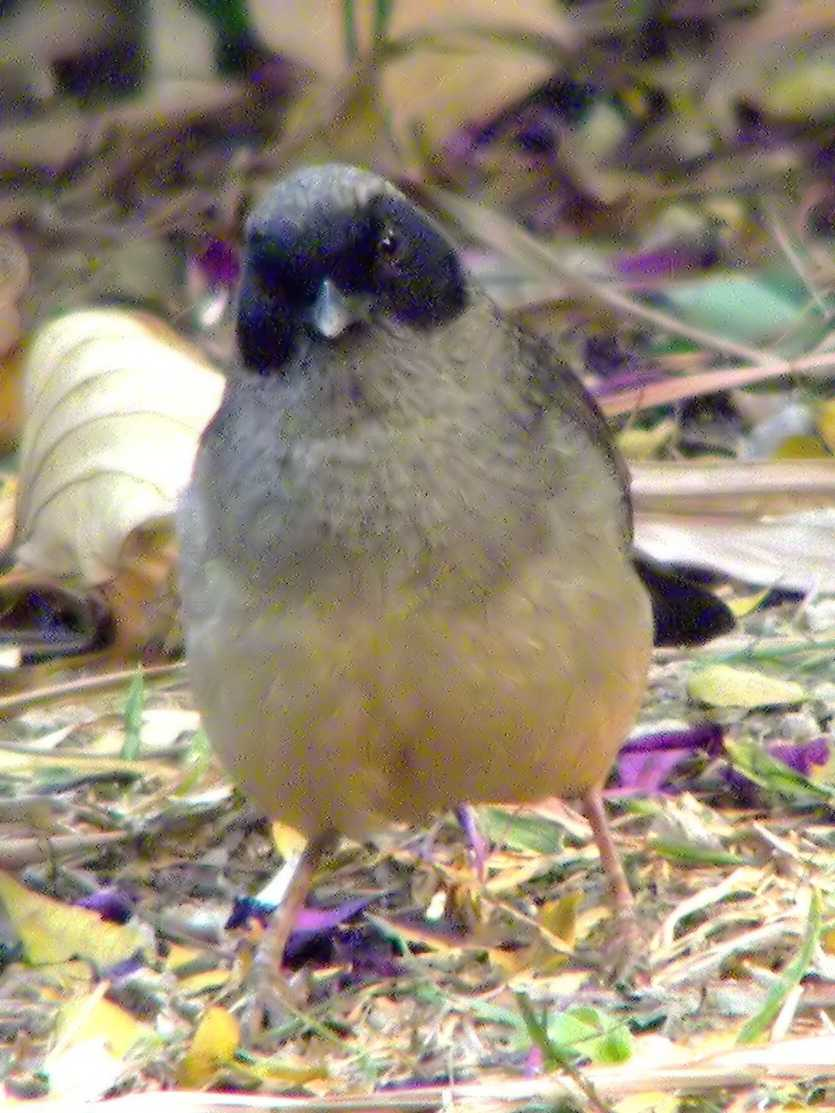
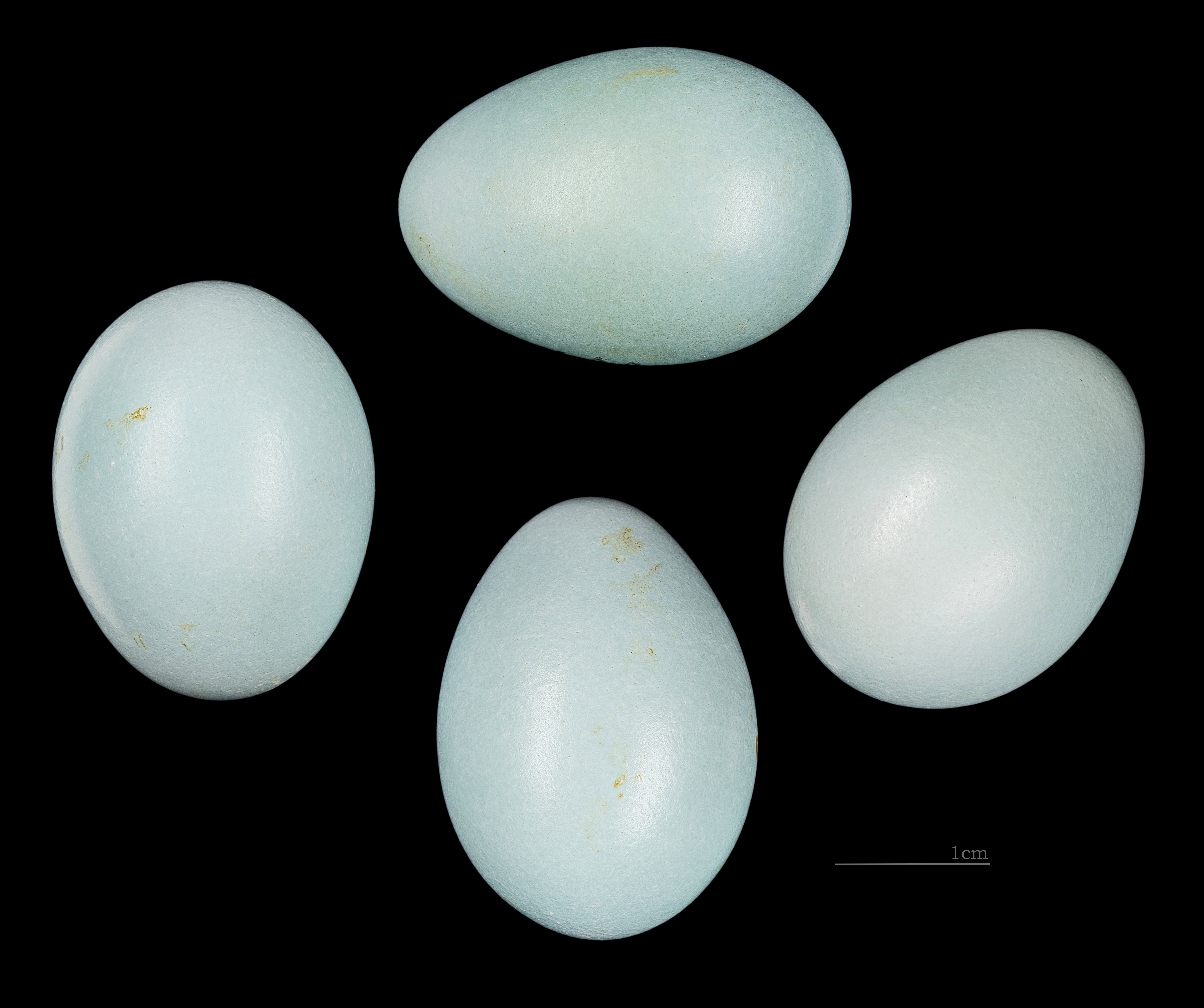
Œufs de Garrulaxe masqué Muséum de Toulouse

## Répartition et habitat
Son aire s'étend à travers la Chine et le nord du Vietnam.

## Systématique
L'espèce Garrulax perspicillatus a été décrite par le naturaliste allemand Johann Friedrich Gmelin en 1789.